# Cotton (Suffolk)
Cotton is een civil parish in het bestuurlijke gebied Mid Suffolk, in het Engelse graafschap Suffolk met 526 inwoners.